# Coryphopteris plumosa
Coryphopteris plumosa là một loài thực vật có mạch trong họ Thelypteridaceae. Loài này được (C. Chr.) Holttum mô tả khoa học đầu tiên năm 1976.